# Michio Morishima
Michio Morishima, né le 18 juillet 1923 dans la préfecture d'Osaka et mort le 13 juillet 2004 en Angleterre, est un mathématicien et économiste japonais. Il a contribué de façon significative à l’économie mathématique, sans pour autant ne s’attarder qu’à ce domaine. Sa synthèse originale ouvre des passerelles entre la pensée de Marx et celle de Walras, jugées jusque-là antagonistes. Outre l’économie, plusieurs disciplines l’intéressaient, telles que l’histoire, la sociologie, la philosophie et l’histoire de la culture et des religions. Selon lui, toutes ces dimensions du savoir humain sont nécessaires pour comprendre la nature et l'évolution de l’économie des pays.
Il est le co-auteur du théorème marxien fondamental.

## Biographie
Michio Morishima a étudié l’économie et la sociologie à l’université de Kyoto pour ensuite devenir enseignant à cette même école. Sa place dans la société a été marquante. En effet, il est responsable de la création de l’Institut de recherche économique et social de l’université d'Osaka, qu’il a réalisée avec l’aide de son ancien professeur et économiste Yasuma Takada. En 1965, il est également nommé président de la société d’économétrie et devient, par le fait même, le premier Japonais à obtenir ce titre. À cette époque, Michio Morishima enseignait à l’université d'Oxford ainsi qu’à l'université Yale, et, à partir des années 1970, il devient professeur émérite à la London School of Economics (LSE). De plus, ce grand économiste est le père du projet de la fondation Suntory-Toyota et a également fondé le STICERD (Suntory and Toyota International Centres for Economic and Related Disciplines) à la London School of Economics. Ce centre accueille environ 75 chercheurs pour cinq programmes de recherche en économétrie et en théorie économique et publie la revue Economica.
Les idées de Morishima ont été principalement influencées par les pensées de Marx  ainsi que celles de Walras, qui eux, avaient des avis contraires. Somme toute, Morishima a proposé une théorie économique capitaliste japonaise, inspiré du sociologue allemand Max Weber. Celle-ci est le mélange entre le confucianisme, le nationalisme et le paternalisme en gardant une structure très hiérarchisée. Par contre, les coûts humains du capitalisme japonais l'ont amené à douter de ce modèle de croissance.
Dès le début de ses études, il va à l’encontre des théories modernes de l’équilibre et il analyse l’économie capitaliste. Il traduit aussi en langage mathématique Le Capital de Marx, en qui il voyait un précurseur de la théorie dynamique moderne de l’équilibre économique général. Morishima est reconnu pour les contributions qu’il a apportées à la théorie de la croissance, à celle de l’équilibre général ainsi que dans l’analyse industrielle qu’il a faite. 
Ses travaux, centrés sur la sociologie et la politique, analysent le rôle du MITI, le ministère de l'Industrie, dans la croissance économique des années 1980, mais sont pour la plupart rédigés avant ou au tout début de la grande dépression des années 1990 au Japon, qui a suivi le krach boursier de 1990 et la surévaluation du yen.
Finalement, Michio Morishima a effectué plusieurs autres travaux en liens avec l’économie et a écrit plusieurs livres économiques tels que : Equilibrium, Stability and Growth, The Economic Theory of Modern Society, Theory of Economic Growth ou même Marx's Economics.
En conclusion, Michio Morishima a été un économiste important qui a su se faire connaître au Japon, mais aussi dans d’autres pays. Il a plusieurs créations, livres ou titres à son actif et les positions qu’il défendait dans l’économie ont su être utiles dans plusieurs domaines. Il est donc un économiste de grande renommée.

## Livres et publications
- (en) Equilibrium, Stability and Growth, éd. Oxford, 1964.
- (en) Theory of Economic Growth, éd. Oxford, 1969.
- (en) Marx's Economics: A dual theory of value and growth, Cambridge University Press, 1973.
- (en) The Economic Theory of Modern Society, éd. Cambridge University Press, 1976.
- (fr) L'Économie walrasienne : une théorie pure du capital et de la monnaie, éd. Economica, 1979.
- (fr) Capitalisme et confucianisme : l'éthique japonaise et la technologie occidentale, éd. Flammarion, 1987.
- (en) The Economics of Industrial Society, éd. Cambridge University Press, 1984.
- (en) Capital and Credit: a New Formulation of General Equilibrium Theory, éd. Cambridge University Press, 1992.
- (en) Collaborative Development in Northeast Asia, éd. Macmillan, 1992.
- (fr) Pourquoi le Japon s'écroulera-t-il ? (en japonais), éd. Iwanami Shoten, 1999.

## Sources et références
- Sa pensée, analysée par Alternatives économiques
- Biographie, sur leconomiepolitique.fr